# Anne Dudek
Anne Louise Dudek (Boston, Massachusetts, 22 de marzo de 1975) es una actriz estadounidense. Es conocida por interpretar a Tiffany Wilson en la película de 2004 White Chicks, a Danielle Brooks en la serie de televisión Coverst Affairs, a la Dra. Amber Volakis en la serie House, a Lura Grant en la serie Big Love y a Francine Hanson en la serie Mad Men. También protagonizó la serie de televisión británica The Book Group.

## Biografía
Dudek nació en Boston, Massachusetts, y creció en Newton (Massachusetts). Su padre era arquitecto.  Se graduó de la Newton North High School y asistió a la Universidad Northwestern.

## Trayectoria
Desde mediados de la década de 1990 (mientras estudiaba en la Universidad Northwestern) hasta 2001, Dudek apareció en diversas producciones teatrales y en Broadway. Debutó en Broadway con Wrong Mountain en 2000. Ganó el Premio del Círculo de Críticos de Connecticut por su destacada actuación en El zoo de cristal.
Después del éxito en Broadway, dio el salto a la televisión. Su primer papel protagónico en televisión llegó cuando fue elegida como protagonista de la comedia dramática británica The Book Group. El programa se emitió en Channel 4 en el Reino Unido con excelentes críticas. En su natal Estados Unidos, Dudek ha aparecido como estrella invitada en otros programas de televisión, incluyendo Desperate Housewives (como la novia de Karl Mayer en la temporada 1), How I Met Your Mother (como 'Natalie', la exnovia de Ted entrenada en Krav Maga ), Friends (como 'Precious', la novia de Mike Hannigan ), ER (como una madre que disparó accidentalmente a su hijo), Charmed, Bones (como la novia abogada de Seeley Booth ), Numb3rs y Six Feet Under. También interpretó a Lucinda Barry en el episodio piloto de Psych, y a una maestra que tiene una relación sexual con uno de sus estudiantes (basado en el caso de Debra Lafave) en Law & Order: Criminal Intent. Tanto en Friends como en Cómo conocí a vuestra madre, su personaje fue abandonado el día de su cumpleaños. Dudek apareció en varios episodios de la serie de HBO Big Love como una niña novia. 
Dudek tuvo un papel en House (recurrente a partir de la cuarta temporada) como Amber Volakis , una de las 40 médicas que el Dr. House estaba considerando para puestos permanentes en su equipo. Su personaje, apodado "Perra Degolladora" por House, continuó hasta el final de la cuarta temporada, pero fue eliminado en el final de temporada de dos partes, " La Cabeza de House " y " El Corazón de Wilson".  Posteriormente, reaparecería como una alucinación de House en el episodio " Salvadores " de la quinta temporada, apareciendo en esta forma durante el resto de la temporada. 
Dudek apareció posteriormente en Mad Men como la vecina Francine Hanson y en Big Love como una de las esposas del antagonista Alby Grant , ambos papeles recurrentes. En 2010, se unió al elenco de Covert Affairs.  Interpretó a la hija del personaje de Anthony Hopkins en la película de 2003 The Human Stain y a la heredera de la línea de cruceros Tiffany Wilson en la comedia de 2004 White Chicks. En 2012, interpretó a una astronauta de la Estación Espacial Internacional en un episodio de la serie Touch. También repitió su papel de Amber Volakis para el final de la serie House , "Everybody Dies".
En 2015, Dudek interpretó a la villana Dawn Lin en un episodio de NCIS: Nueva Orleans y también apareció como invitada en el final de la quinta temporada de Rizzoli & Isles. En 2017, apareció de nuevo en The Flash como Tracy Brand.

## Filmografía

### Cine
| Año  | Película          | Papel          |
| ---- | ----------------- | -------------- |
| 2003 | The Human Stain   | Lisa Silk      |
| 2004 | White Chicks      | Tiffany Wilson |
| 2004 | The Naughty Lady  | Sara           |
| 2005 | A Coat of Snow    | Anna Marie     |
| 2006 | Park              | Meredith       |
| 2006 | Dame 10 razones   | Lorraine       |
| 2007 | Speed Dating      | Amy            |
| 2013 | Shadow People     | Ellen          |
| 2016 | Middle Man        | Grail          |
| 2016 | The Good Neighbor | Elise Fleming  |
| 2017 | House by the Lake | Karen          |
| TBA  | Reminisce         | Yvette         |

### Televisión
| Año       | Serie                        | Papel                        | Apariciones               |
| --------- | ---------------------------- | ---------------------------- | ------------------------- |
| 2001      | ER                           | Paula Gamble, madre de Teddy |                           |
| 2002      | For the People               | Jennifer Carter              |                           |
| 2002-2003 | The Book Group               | Clare Pettengill             | 12 episodios              |
| 2003      | Judging Amy                  | Candace Hurley               |                           |
| 2003      | Six Feet Under               | Allison Williman             |                           |
| 2003      | Friends                      | Precious                     |                           |
| 2004      | Desperate Housewives         | Brandi                       |                           |
| 2004      | Less Than Perfect            | Annie                        | 2 episodios               |
| 2005      | Charmed                      | Denise                       |                           |
| 2005      | The Inside                   | Ellen Olsen                  |                           |
| 2005      | Invasión                     | Katie Paxton                 |                           |
| 2005      | How I Met Your Mother        | Natalie                      | 1 episodio (1x4)          |
| 2005      | Bones                        | Tessa Jankow                 | 2 episodios               |
| 2006      | Psych                        | Lucinda                      |                           |
| 2006      | Law & Order: Criminal Intent | Danielle McCaskin            |                           |
| 2006-2007 | Big Day                      | Brittany                     | 3 episodios               |
| 2007      | NUMB3RS                      | Emmanueline Kirtland         |                           |
| 2007      | Big Love                     | Laura Grant                  | 18 episodios              |
| 2007      | Mad Men                      | Francine                     | 16 episodios              |
| 2007      | House M.D.                   | Amber Volakis                | 19 episodios              |
| 2009      | Castle                       | Emma Carnes                  | 1 episodio (2x11)         |
| 2012      | Private Practice             | Lory                         | 1 episodio (5x21)         |
| 2012      | The Mentalist                | Sloane Dietz                 | 1 episodio (5x6)          |
| 2012      | Criminal Minds               | Emma Kerrigan                | 1 episodio (8x5)          |
| 2014      | Grey's Anatomy               | Elise Castor                 | 1 episodio (10x17)        |
| 2014      | Los que matan                | Benedicte Schaefer           |                           |
| 2017      | The Flash                    | Tracy Brand                  | 3 episodios               |
| 2017      | You're the Worst             | Whitney                      | 3 episodios               |
| 2018–2020 | Corporate                    | Kate Glass                   | 24 episodes               |
| 2018      | Bosch                        | Pamela Duncan                | 4 episodios               |
| 2019      | The InBetween                | Hannah Foreman               | 2 episodios               |
| 2023      | The Good Doctor              | Olivia                       | Episodio "Quiet and Loud" |
| TBA       | Manhunt                      | Ellen Stanton                | Miniserie                 |